# NGC 6786
NGC 6786 est une galaxie spirale barrée située dans la constellation du Dragon. Sa vitesse par rapport au fond diffus cosmologique est de 7 473 ± 10 km/s, ce qui correspond à une distance de Hubble de 110,2 ± 7,7 Mpc (∼359 millions d'al). NGC 6786 a été découverte par l'astronome américain Lewis Swift en 1886.
NGC 6786 présente une large raie HI et est une galaxie active de type Seyfert 2. Elle renferme également des régions d'hydrogène ionisé (HII).
NGC 6786 forme une paire de galaxies en interaction avec sa voisine PGC 62867.

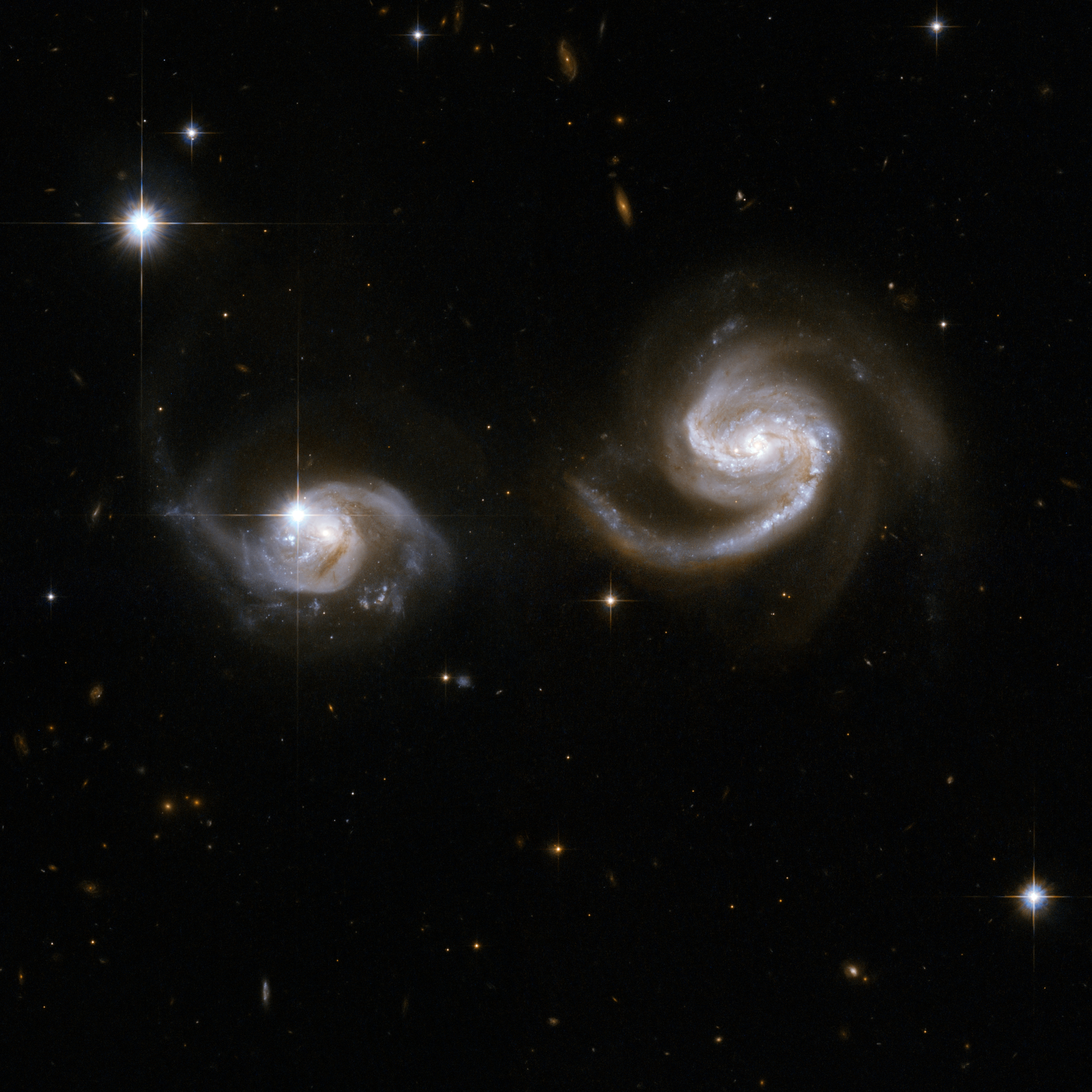
Les galaxies en interaction NGC 6786 (à droite) et PGC 62867 (à gauche) par le télescope spatial Hubble.

## Supernova
La supernova SN 2004ed a été découverte dans NGC 6786 le 2 septembre 2004 par les astronomes amateurs britanniques M. Armstrong et T. Boles. D'une magnitude apparente de 17,4 au moment de sa découverte, elle était de type II.